# Carrantuohill
Il Carrantuohill (in gaelico Corrán Tuathail) è il monte più alto d'Irlanda (1.038 metri), ed è situato nella contea del Kerry, nell'Eire, al centro della catena dei Macgillicuddy's Reeks di cui fa parte. Accanto al Carrantuohill ci sono altri due monti che superano i 1.000 metri (quota assai considerevole nel territorio irlandese), il Monte Caher e il Beenkeragh, alti rispettivamente 1.001 m e 1.010 m.

## Etimologia
La montagna ha vari nomi: quello ufficiale è Carrantuohill come riportato nell'articolo, ma sono accettati e riconosciuti anche Carrauntoohil e Carrauntuohill, oltre che chiaramente il gaelico Corrán Tuathail da cui deriva il nome inglese.

## Accesso alla cima
La scalata del monte più alto d'Irlanda è un'attività abbastanza frequente tra i turisti e gli appassionati: la zona preferita è la parte meridionale dall'Hag's Glen, con la scalinata pietrosa naturale al termine, chiamata Devil's Ladder ("scalinata del diavolo"). Per scalare il Carrantuohill non serve un equipaggiamento particolare essendo abbastanza agevole il percorso, anche se ultimamente è diventato non particolarmente sicuro per la cedibilità dei massi e il troppo affollamento che rende instabile il terreno. Dal Carrantuohill parte anche il sentiero percorribile a cavallo che percorre le altre due cime sopra i mille metri.
Le condizioni meteorologiche del monte sono da sempre particolarmente variabili e destano spesso preoccupazione: a causa dei tanti scalatori non equipaggiati infatti, si sono registrati numerosi decessi. In cima alla vetta è situata una grossa croce in metallo, di circa 5 metri.